# 로직 스튜디오
로직 스튜디오(영어: Logic Studio)는 애플에서 로직 프로를 기반으로 뮤직 프로덕션 툴을 모아 패키지 형태로 출시한 제품이다.

## 제품 구성
- 로직 프로 9
- 메인 스테이지 (라이브 공연용 프로그램)
- 사운드트랙 프로 2
- 스튜디오 가상악기 (로직 스튜디오 전용 가상악기 플러그인)
- 스튜디오 이펙터 (로직 스튜디오 전용 이펙터 플러그인)
- 스튜디오 사운드 라이브러리 (샘플, 루프, 채널 스트립 세팅 플러그인 모음)
- 유틸리티:
  - Impulse Response Utility
  - Apple Loops Utility
  - WaveBurner Pro
  - Compressor 3
  - Reverb Design

## 같이 보기
- 로직 프로
- 오디오 유닛
- 코어 오디오
- 개러지밴드